# ساباط بی دل
ساباط بی دل مربوط به دوره قاجار است و در محله قلعه دزفول، بافت کهن شهری، گذر اصلی واقع شده و این اثر در تاریخ ۱۲ بهمن ۱۳۸۱ با شمارهٔ ثبت ۷۱۰۴ به‌عنوان یکی از آثار ملی ایران به ثبت رسیده است.